# Эвтрема
Эвтрема, или Эутрема, или Голушка (лат. Eutrema) — род травянистых растений семейства Капустные (Brassicaceae).

## Ботаническое описание
Однолетние, двулетние или многолетние травянистые растения. Стебли от прямых или восходящих до лежачих и распростёртых. Листья простые, цельные, перисто-лопастные или пальчато-лопастные.
Цветки белые, розовые, фиолетовые или голубые. Тычинок шесть; пыльники яйцевидные, продолговатые или редко линейные. Семена продолговатые или яйцевидные.

## Распространение
Представители рода растут в арктическом и альпийском поясе Евразии, и Северной Америки.

## Таксономия
Eutrema R.Br., Chlor. Melvill. 9 (1823).

### Синонимы
- Chalcanthus Boiss. (1867) — Медноцвет
- Esquiroliella H.Lév. (1916)
- Glaribraya H.Hara (1978)
- Martinella H.Lév. (1904), non Baill. (1891), nec (Cooke & Massee ex Cooke) Sacc. (1892)
- Neomartinella Pilg. (1906)
- Pegaeophyton Hayek & Hand.-Mazz. (1922)
- Platycraspedum O.E.Schulz (1922)
- Taphrospermum C.A.Mey. (1831) — Ямкосемянник
- Thellungiella O.E.Schulz (1924) — Теллунгиелла
- Wasabia Matsum. (1899)[3] — Васаби

### Виды
Род включает 41 вид:
- Eutrema altaicum (C.A.Mey.) Al-Shehbaz & Warwick — Эвтрема алтайская [syn.  Taphrospermum altaicum — Ямкосемянник алтайский]
- Eutrema baimashanicum Al-Shehbaz, G.Q.Hao & J.Quan Liu
- Eutrema botschantzevii (D.A.German) Al-Shehbaz & Warwick
- Eutrema boufordii Al-Shehbaz
- Eutrema bulbiferum Y.Xiao & D.K.Tian
- Eutrema cordifolium Turcz. ex Ledeb. — Эвтрема сердцелистная
- Eutrema deltoideum (Hook.f. & Thomson) O.E.Schulz
- Eutrema edwardsii R.Br. typus — Эвтрема Эдвардса
- Eutrema fontanum (Maxim.) Al-Shehbaz & Warwick
- Eutrema giganteum G.Q.Hao, Al-Shehbaz & J.Quan Liu
- Eutrema grandiflorum (Al-Shehbaz) Al-Shehbaz & Warwick
- Eutrema halophilum (C.A.Mey.) Al-Shehbaz & Warwick — Эвтрема солелюбка [syn.  Thellungiella halophila — Теллунгиелла солелюбка]
- Eutrema heterophyllum (W.W.Sm.) H.Hara
- Eutrema himalaicum Hook.f. & Thomson
- Eutrema integrifolium (DC.) Bunge — Эвтрема цельнолистная
- Eutrema japonicum (Miq.) Koidz. — Эвтрема японская, или Васаби
- Eutrema lowndesii (H.Hara) Al-Shehbaz & Warwick
- Eutrema minutissimum (O.E.Schulz) D.A.German & Al-Shehbaz
- Eutrema nanum G.Q.Hao, J.Quan Liu & Al-Shehbaz
- Eutrema nepalense (Al-Shehbaz, Kats.Arai & H.Ohba) Al-Shehbaz, G.Q.Hao & J.Quan Liu
- Eutrema parviflorum Turcz. ex Ledeb. — Эвтрема мелкоцветковая
- Eutrema platypetalum (Schrenk) Al-Shehbaz & Warwick — Эвтрема широколепестная [syn.  Taphrospermum platypetalum — Ямкосемянник широколепестный]
- Eutrema pseudocordifolium Popov — Эвтрема ложносердцелистная, или Эвтрема ложносердцевидная
- Eutrema purii (D.S.Rawat, L.R.Dangwal & R.D.Gaur) Al-Shehbaz, G.Q.Hao & J.Quan Liu
- Eutrema racemosum Al-Shehbaz, G.Q.Hao & J.Quan Liu
- Eutrema renifolium (Boiss. & Hohen.) Al-Shehbaz, G.Q.Hao & J.Quan Liu — Эвтрема почколистная [syn.  Chalcanthus renifolius — Медноцвет почколистный]
- Eutrema salsugineum (Pall.) Al-Shehbaz & Warwick — Эвтрема солонцовая [syn.  Thellungiella salsuginea — Теллунгиелла солонцовая]
- Eutrema scapiflorum (Hook.f. & Thomson) Al-Shehbaz, G.Q.Hao & J.Quan Liu
- Eutrema schulzii Al-Shehbaz & Warwick
- Eutrema sherriffii Al-Shehbaz & Warwick
- Eutrema sinense (Hemsl.) G.Q.Hao, J.Quan Liu & Al-Shehbaz
- Eutrema tenue (Miq.) Makino
- Eutrema thibeticum Franch.
- Eutrema tianshanense G.Q.Hao, J.Quan Liu & Al-Shehbaz
- Eutrema verticillatum (Jeffrey & W.W.Sm.) Al-Shehbaz & Warwick
- Eutrema violifolium (H.Lév.) Al-Shehbaz & Warwick
- Eutrema wuchengyii (Al-Shehbaz, T.Y.Cheo, L.L.Lu & G.Yang) Al-Shehbaz & Warwick
- Eutrema xingshanense (Z.E.Chao, Z.L.Ning & X.W.Hu) G.Q.Hao, Al-Shehbaz & J.Quan Liu
- Eutrema yungshunense (W.T.Wang) Al-Shehbaz & Warwick
- Eutrema yunnanense Franch.
- Eutrema zhuxiense Q.L.Gan & Xin W.Li